# Степан Опара
Степан Опара (рік народження невідомий — † жовтень 1665) — сотник Медведівської сотні Чигиринського полку, гетьман Правобережної України (1665).

## Життєпис
Вперше згадується в джерелах у кінці 1660 року. Був сотником Медведівської сотні Чигиринського полку. Перебував на службі у гетьмана Юрія Хмельницького, виконував його доручення у Варшаві.
Під час повстання проти Павла Тетері в червні 1665 року захопив за допомогою татар Умань і в червні 1665 року, в противагу Дорошенку, проголосив себе гетьманом Правобережної України. Намагався укласти договір з Іваном Сірком і Василем Дрозденком про спільну боротьбу проти Кримського ханства і Речі Посполитої.
18 серпня 1665 року біля Богуслава Опара був схоплений татарами та разом з кількома своїми старшинами (Радочинським, Царем) невдовзі був викуплений Петром Дорошенком задля передачі уряду Речі Посполитої. Деякий час перебував в ув'язненні в Марієнбурзькій (Мальборкській) фортеці. В середині жовтня 1665 року був страчений у Варшаві (за іншими даними, королівській ставці під Равою Мазовецькою).

## Вшанування пам'яті
У місті Сміла існує вулиця Гетьмана Опари